# Lithostege stöckli
Lithostege stöckli là một loài bướm đêm trong họ Geometridae.